# 15403 Merignac
15403 Merignac è un asteroide della fascia principale. Scoperto nel 1997, presenta un'orbita caratterizzata da un semiasse maggiore pari a 2,6396883 UA e da un'eccentricità di 0,0422588, inclinata di 4,77107° rispetto all'eclittica.